# Artocarpus fulvicortex
Artocarpus fulvicortex är en mullbärsväxtart som beskrevs av Jarrett. Artocarpus fulvicortex ingår i släktet Artocarpus och familjen mullbärsväxter. Inga underarter finns listade i Catalogue of Life.